# Транстасмановий кубок з футболу
Кубок Тасманії (англ. Trans-Tasman Cup) — футбольний турнір між збірними командами Австралії та Нової Зеландії. В період з 1983 року по 1995 рік двохматчевий турнір був зіграний 6 разів. Цей приз був дуже важливий, оскільки з 1980 року по 1996 рік не розігрувався Кубок націй ОФК.

## Результати

### 1983
| Команда 1     | Заг. | Команда 2 | 1-й матч | 2-й матч |
| ------------- | ---- | --------- | -------- | -------- |
| Нова Зеландія | 4–1  | Австралія | 2–1      | 2–0      |

| 22 лютого 1983 |

| Нова Зеландія                  | 2–1      | Австралія   |
| ------------------------------ | -------- | ----------- |
| Кресвелл 47' Реткліфф 69' (аг) | Протокол | Косміна 36' |

| Маунт Смарт Стедіум, Окленд Глядачів: 3,000 Арбітр: Вільям Мунро (Нова Зеландія) |

| 27 лютого 1983 |

| Австралія | 0-2      | Нова Зеландія     |
| --------- | -------- | ----------------- |
|           | Протокол | Cole 66' Adam 73' |

| Олімпік Парк, Мельбурн Глядачів: 14,000 Арбітр: Джек Джонстон (Австралія) |

### 1986
| Команда 1     | Заг. | Команда 2 | 1-й матч | 2-й матч |
| ------------- | ---- | --------- | -------- | -------- |
| Нова Зеландія | 2–3  | Австралія | 1–1      | 1–2      |

| 25 жовтня 1986 |

| Нова Зеландія           | 1–1      | Австралія   |
| ----------------------- | -------- | ----------- |
| Ділі 60' Тернер ?', 75' | Протокол | Арнольд 55' |

| Маунт Смарт Стедіум, Окленд Глядачів: 3,156 Арбітр: Гаррі Фліт (Нова Зеландія) |

| 2 листопада 1986 |

| Австралія             | 2–1      | Нова Зеландія |
| --------------------- | -------- | ------------- |
| Арнольд 29' Zinni 74' | Протокол | Ділі 85'      |

| Парраматта Стедіум, Сідней Глядачів: 4,800 Арбітр: Гарі Пауер (Австралія) |

### 1987
| Команда 1 | Заг. | Команда 2     | 1-й матч | 2-й матч |
| --------- | ---- | ------------- | -------- | -------- |
| Австралія | 1–2  | Нова Зеландія | 1–1      | 0–1      |

| 2 вересня 1987 |

| Австралія | 1–1      | Нова Зеландія |
| --------- | -------- | ------------- |
| Зінні 68' | Протокол | Айронсайд 82' |

| Олімпік Парк, Мельбурн Глядачів: 5,000 Арбітр: Кріс Бамбрідж (Австралія) |

| 9 вересня 1987 |

| Нова Зеландія | 1–0      | Австралія |
| ------------- | -------- | --------- |
| де Йонг 18'   | Протокол |           |

| Hutt Recreation Ground, Ловер-Гатт Глядачів: 5,000 Арбітр: Гаррі Фліт (Нова Зеландія) |

### 1988
| Команда 1     | Заг. | Команда 2 | 1-й матч | 2-й матч |
| ------------- | ---- | --------- | -------- | -------- |
| Нова Зеландія | 1–4  | Австралія | 1–2      | 0–2      |

| 12 жовтня 1988 |

| Нова Зеландія | 1–2      | Австралія                |
| ------------- | -------- | ------------------------ |
| Айронсайд 77' | Протокол | Кріно 60' Оллереншоу 74' |

| Каледоніан Граунд, Данідін Глядачів: 3,000 Арбітр: Леннокс Шарп (Нова Зеландія) |

| 16 жовтня 1988 |

| Австралія               | 2–0      | Нова Зеландія |
| ----------------------- | -------- | ------------- |
| Лунд 49' (аг) Спінк 68' | Протокол |               |

| Queen Elizabeth Oval, Бендіго Глядачів: 5,000 Арбітр: Кріс Бамбрідж (Австралія) |

### 1991
| Команда 1     | Заг. | Команда 2 | 1-й матч | 2-й матч |
| ------------- | ---- | --------- | -------- | -------- |
| Нова Зеландія | 1–3  | Австралія | 0–1      | 1–2      |

| 12 травня 1991 |

| Нова Зеландія | 0–1      | Австралія     |
| ------------- | -------- | ------------- |
|               | Протокол | Милошевич 44' |

| "Парк королеви Єлизавети II", Крайстчерч Глядачів: 8,000 Арбітр: Гаррі Фліт (Нова Зеландія) |

| 15 травня 1991 |

| Австралія               | 2–1      | Нова Зеландія |
| ----------------------- | -------- | ------------- |
| Петерсен 46' Відмар 50' | Протокол | Робертс 75'   |

| Гіндмарш Стедіум, Аделаїда Глядачів: 6,500 Арбітр: Білл Монтеверде (Австралія) |

### 1995
| Команда 1     | Заг. | Команда 2 | 1-й матч | 2-й матч |
| ------------- | ---- | --------- | -------- | -------- |
| Нова Зеландія | 0–3  | Австралія | 0–0      | 0–3      |

| 10 листопада 1995 |

| Нова Зеландія | 0–0 | Австралія |
| ------------- | --- | --------- |
|               |     |           |

| «Парк королеви Єлизавети II», Крайстчерч Глядачів: 8,000 Арбітр: Баррі Таскер () |

| 15 листопада 1995 |

| Австралія                                            | 3–0 | Нова Зеландія |
| ---------------------------------------------------- | --- | ------------- |
| Дейміан Морі 33' Пол Вейд 45' (пен.) Джо Спітері 51' |     |               |

| «Брейкерс Стедіум», Ньюкасл Глядачів: 8,858 Арбітр: Саймон Мікалле () |

## Титули
- 5-разовий володар Кубка  Австралія (1986, 1988, 1991, 1995, 2001)
- 2-разовий володар Кубка  Нова Зеландія (1983, 1987)